# Tranzistorový zvuk

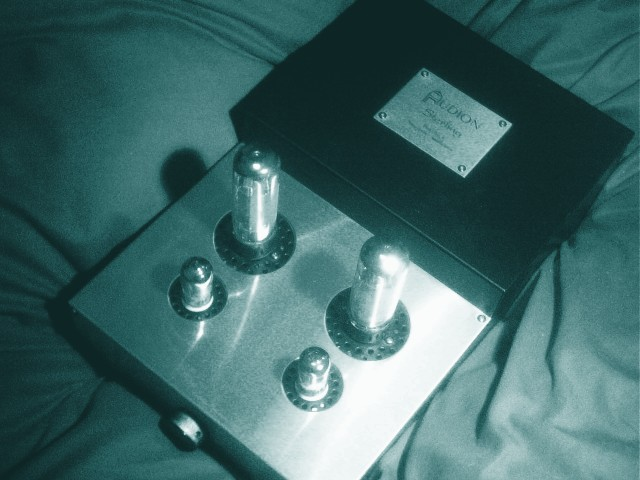
Soudobý přístroj pro milovníky elektronkového zvuku (zesilovač Audion Sterling ETSE)

Tranzistorový zvuk je označení, které někteří audiofilové používají pro specificky zkreslený zvuk některých tranzistorových zesilovačů. Podobně se jako elektronkový zvuk někdy označuje zvuk zkreslený způsobem typickým pro elektronkové zesilovače. Jedná se především o chování zesilovačů na hranici jejich výkonových možností a nad ní.
Ještě počátkem 70. let 20. století akustici často uváděli, že tranzistorový zvuk vykazuje vady, je bez barvy a dynamiky a je plochý, elektronkový zvuk se při stejném výkonu jeví jako hlasitější, přestože měřicí přístroje již tehdy žádné výrazné zkreslení nezaznamenaly. Preferovaný způsob posouzení kvality zvukového zařízení je však poslechem. Dosud někteří hudebníci a milovníci hudby dávají přednost zvuku zpracovanému elektronkovými obvody.

## Zkreslení zesilovačů
Tranzistorový zvuk se vyskytoval především u zesilovačů s velkým zesílením v otevřené smyčce a zapojených do silné zpětné vazby přes značný počet aktivních prvků. U elektronkových zesilovačů se tento jev většinou nevyskytuje, protože elektronky nebyly zapojovány se zpětnou vazbou přes mnoho aktivních prvků a navíc nemívaly natolik velké zesílení v otevřené smyčce.
Elektronkový zesilovač se od tranzistorových ve většině případů liší rozložením harmonického zkreslení a tvarem limitace, která je plynulá a postupná. Přebuditelnost elektronkových zesilovačů bývá vyšší než u zesilovačů tranzistorových, i zkreslení elektronkových zesilovačů však bývá ve většině případů větší než u tranzistorových.
Zkreslení elektronkových zesilovačů se od zkreslení tranzistorových zesilovačů liší i v počtu harmonických složek a jejich rozložení. Elektronkové zesilovače mají vyšší harmonické soustředěny v dolní části spektra, převažuje druhá harmonická, která představuje tón o oktávu vyšší. Tranzistorové zesilovače mají vyšší harmonické složky rozloženy do celého spektra a obsahují i harmonické, které jsou lidskému sluchu nepříjemné, kvinta – třetí harmonická je dominantní.